# Algimia de Almonacid
Algimia de Almonacid, en castillan et officiellement (Algimia d'Almonesir en valencien), est une commune d'Espagne de la province de Castellón dans la Communauté valencienne. Elle est située dans la comarque de l'Alt Palància et dans la zone à prédominance linguistique castillane.

## Géographie

Localisation d'Algimia de Almonacid
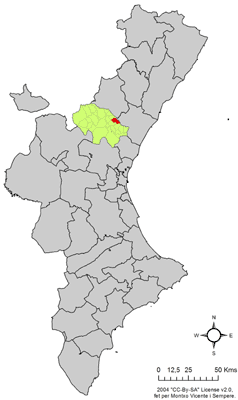
dans la Communauté valencienne.
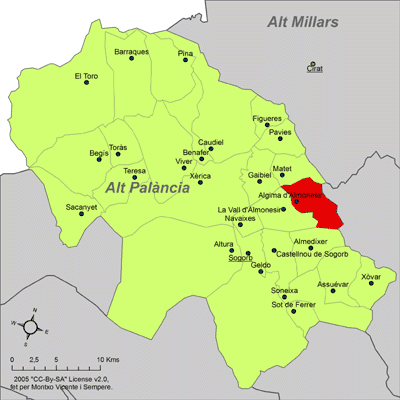
dans la comarque de l'Alt Palància.